# Limnephilus sparsus
Limnephilus sparsus är en nattsländeart som beskrevs av Curtis 1834. Limnephilus sparsus ingår i släktet Limnephilus och familjen husmasknattsländor. Arten är reproducerande i Sverige.

## Underarter
Arten delas in i följande underarter:
- L. s. instillatus
- L. s. pallidus
- L. s. simplex